# Santa Cruz de Tenerife
Santa Cruz de Tenerife (špansko: [ˈsanta ˈkɾus ðe teneˈɾife]), običajno okrajšano kot Santa Cruz, je mesto, glavno mesto otoka Tenerife, provinca Santa Cruz de Tenerife in ena od prestolnic Kanarskih otokov, skupaj z Las Palmasom. Santa Cruz ima 204.856 prebivalcev (2018) znotraj svojih administrativnih meja. Mestno območje Santa Cruza se razteza izven mestnih meja s 507.306 prebivalci in 538.000 znotraj mestnega območja. Je drugo največje mesto na Kanarskih otokih in glavno mesto na otoku Tenerife, kjer živi skoraj polovica prebivalstva otoka.
Santa Cruz je v severovzhodnem kvadrantu otoka Tenerife, 210 kilometrov od severozahodne obale Afrike znotraj Atlantskega oceana. Razdalja do najbližje točke celinske Španije je 1300 kilometrov. Med teritorialno razdelitvijo Španije leta 1833 in letom 1927 je bil Santa Cruz de Tenerife edina prestolnica Kanarskih otokov do leta 1927, ko je bilo otočje razdeljeno na sedanji dve provinci. Pristanišče je velikega pomena in je komunikacijsko središče med Evropo, Afriko in Ameriko, saj prihajajo ladje za križarjenje iz številnih držav. Mesto je središče domačih in medotočnih komunikacij na Kanarskih otokih.
Mesto je dom parlamenta Kanarskih otokov, računovodske službe Kanarskih otokov, generalne kapitanije Kanarskih otokov, kanarskega predsedniškega ministrstva (deljeno v štiriletnem ciklu z Las Palmasom), ena polovica ministrstev in odborov vlade Kanarskih otokov (druga polovica se nahaja na Gran Canariji), sodišča province Tenerife in dve sodišči višjega sodišča Kanarskih otokov. Univerza La Laguna v Santa Cruzu ima več fakultet, vključno s šolo za likovno umetnost in fakulteto za pomorske vede. Njegovo pristanišče je eno najbolj obremenjenih v Španiji. Pomembna je za komercialni in potniški promet, pa tudi kot glavna postaja za križarke na poti iz Evrope v Karibe. Mesto ima tudi enega največjih karnevalov na svetu. Karneval Santa Cruz de Tenerife zdaj želi postati svetovna dediščina in je drugi največji na svetu.
Izstopa raznolika arhitektura mesta, ki izpostavlja Auditorio de Tenerife (Avditorij Tenerife), ki velja za enega največjih predstavnikov sodobne arhitekture. V panoramskem pogledu na mesto izstopajo tudi Torres de Santa Cruz (Stolpi Santa Cruz) z najvišjima stolpoma dvojčkoma v Španiji, visokima 120 metrov. Drugi izjemni mesti sta Plaza de España (Španski trg), ki je živčno središče mesta in Parque García Sanabria (Park García Sanabria), velik mestni park v središču mesta. Zunaj mesta, vendar v njegovem občinskem okrožju, izstopata Playa de Las Teresitas (Las Teresitas) in velik del Macizo de Anaga (masiv Anaga), ki ga je UNESCO leta 2015 razglasil za biosferni rezervat. Santa Cruz de Tenerife gosti prvi sedež centra UNESCO na Kanarskih otokih. V zadnjih letih je bilo v mestu Santa Cruz de Tenerife zgrajeno precejšnje število sodobnih stavb in obzorje mesta je šesto po višini v državi, za Madridom, Benidormom, Barcelono, Valencijo in Bilbaom.
Britanski časnik The Guardian je leta 2012 Santa Cruz de Tenerife uvrstil na seznam petih najboljših krajev za življenje na svetu, poleg četrti Cihangir v Carigradu; okrožje Sankt Pauli v Hamburgu, severna obala Mauija na Havajih in Portland v Oregonu. 82 % občinskega ozemlja Santa Cruz de Tenerife velja za naravno območje, kar je v veliki meri posledica prisotnosti podeželskega parka Anaga. Zaradi tega dejstva je Santa Cruz tretja največja občina v Španiji z najvišjim odstotkom naravnega ozemlja, za Cuenco (87 %) in Cáceresom (83 %).

## Etimologija
Območje, kjer trenutno leži Santa Cruz, je pripadalo Menceyato Guanche Anaga, ki je bilo najbolj vzhodno od otoka. Mesto, ki je danes Santa Cruz, je imelo v svoji zgodovini nekaj imen: Añazo ali Añaza (ime Gvanče), Puerto de Santiago Santa Cruz de Tenerife, Santa Cruz de Santiago de Tenerife in Santa Cruz de Tenerife (sedanje), kar pomeni: 'sveti križ Tenerifa', v spomin na ustanovitev mesta, ko so na mestu, ki je danes središče mesta, zasadili krščanski križ.

## Zgodovina

### Obdobje Gvančev, osvajanje in kastiljska kolonizacija
Območje, na katerem zdaj stoji mesto in občina Santa Cruz de Tenerife, je bilo predmet človeške naselitve že od časa Gvančev, pred približno 2000 leti, kar potrjujejo najdena arheološka najdišča. Območje so Gvanči, prvi prebivalci otoka, poznali kot Añazo ali Añaza. Slavna mumija iz San Andrésa je eden najpomembnejših arheoloških ostankov domorodne preteklosti regije. Poleg jame z nekaterimi ostanki mumificiranih živali in kamni z gravurami ruprestres. To območje je pripadalo Menceyato de Anaga (domorodnemu kraljestvu Guanche Anaga), enemu od devetih, na katere je bil razdeljen otok.
3. maja 1494 so se kastiljske čete pod nadzorom osvajalca Alonsa Fernándeza de Luga izkrcale na plažah sedanjega mesta in ustanovile vojaško taborišče, ki se je sčasoma razvilo v mesto. Od tega kraja se je začelo osvajanje otoka Tenerife. Med ustanovitvijo je Alonso Fernández de Lugo postavil velik lesen križ glede na dan izkrcanja, med katoliškim praznikom Povišanje svetega Križa (3. maj). Po osvojitvi in porazu staroselcev Gvančev je bilo glavno mesto otoka sprva ustanovljeno v mestu San Cristóbal de La Laguna, ki je bilo ustanovljeno v istem letu osvojitve otoka leta 1496.

### Stari režim in sodobnost
Kasneje je postalo eno najpomembnejših pristanišč ob Atlantiku, status pa ohranja še danes. Ta nekdanja ribiška vas je postala pomembna, potem ko je vulkan v 18. stoletju uničil pristanišče Garachico. Santa Cruz je postalo glavno pristanišče na otoku. Najprej se je osamosvojilo od La Lagune, v 19. stoletju pa mu je kralj Ferdinand VII. podelil status glavnega mesta province Kanarskih otokov.
Med letoma 1833 in 1927 je bilo mesto Santa Cruz de Tenerife edina prestolnica Kanarskih otokov. Leta 1927 je kraljevi odlok odredil, da se status glavnega mesta Kanarskih otokov deli z Las Palmasom na Gran Canariji. Ta ureditev ostaja v veljavi še danes.
Leta 1893 se je izbruh kolere razširil po mestu in sosednjih občinah. Bolezen je pripeljala italijanska ladja, ki se je vračala iz Brazilije. Bilo je 382 mrtvih.
Med letoma 1936 in 1939, med špansko državljansko vojno, so bili Kanarski otoki v zaledju na strani generala Francisca Franca. V tem kontekstu je bil leta 1936 aretiran in umorjen republikanski župan mesta Santa Cruz de Tenerife José Carlos Schwartz Hernández. Po vojni so sledila leta velikih gospodarskih težav.
Od leta 1978, z novo špansko ustavo in statutom avtonomije Kanarskih otokov, se je začela nova faza, vedno z demokratično izvoljenimi župani.
V 1980-ih in 1990-ih mesto doživi velik gospodarski razcvet. Širitev mesta proti jugu se začne uveljavljati do rafinerije Santa Cruz de Tenerife in ustvarja nova stanovanjska in urbanizacijska območja, kot je Cabo-Llanos. Od takrat je to območje mesta potopljeno v velik gradbeni razcvet, ki je dobil vzdevek Manhattanizacija zaradi prisotnosti visokih stavb in razporeditve ulic, ki posnemajo ameriška mesta.

### Trenutna doba: 21. stoletje
Mesto Santa Cruz je otvorilo 21. stoletje z velikim ekspanzivnim in komercialnim razcvetom, ki se še posebej kaže v arhitekturi z gradnjo simboličnih stavb, kot je Auditorio de Tenerife, delo Santiaga Calatrave ali preoblikovanje Plaza de España po zasnovi Švicarski arhitekti Herzog & de Meuron.
Hudourniška poplava se je zgodila 31. marca 2002. Povzročil jo je pojav hladnega padca, za katerega je značilno ponavljajoče se hudourniško deževje, ki ga spremljajo strele, kar je prizadelo metropolitansko območje Santa Cruz de Tenerife. Poplave so povzročile 8 mrtvih, 12 pogrešanih in več deset ranjenih.
V zadnjih letih je postalo jasno, da obstaja dejanska zveza s sosednjim mestom San Cristóbal de La Laguna (141.627 prebivalcev po popisu leta 2005). Zaradi hitre rasti prebivalstva in zmanjšanja nerazvitega prostora med mesti, ko so se njihova predmestja združila, se je tvorilo metropolitansko območje s 420.198 prebivalci (vključno z bližnjimi občinami Tegueste, Candelaria in El Rosario). V zvezi s to situacijo sta župan Santa Cruza Miguel Zerolo Aguilar in njegova kolegica La Lagune Ana María Oramas Moro, oba pripadnika kanarske koalicije, lokalnim medijem večkrat izjavila, da si delita pripravljenost za nadaljevanje polne politične unije med njihovih občin, čeprav je bila odločitev prestavljena na datum po lokalnih volitvah leta 2007. Od leta 2012 združitev ni več del politične agende.
Finančna kriza leta 2008 bi ohromila razvoj mesta za več kot desetletje.
Junija 2018 je bila napovedana razgradnja rafinerije Santa Cruz de Tenerife, ki bo omogočila širitev mesta proti jugu.

## Upravna delitev
Santa Cruz je upravno razdeljeno na pet okrožij, ta pa so razdeljena na okraje, ki niso nujno v skladu s tradicionalnimi soseskami.
| Št. | Okrožje           | Štev. prebivalcev |
| --- | ----------------- | ----------------- |
| 1   | Anaga             | 14.135            |
| 2   | Centro-Ifara      | 53.652            |
| 3   | La Salud-La Salle | 70.120            |
| 4   | Ofra-Costa Sur    | 47.977            |
| 5   | Distrito Suroeste | 41.136            |

## Demografija
Leta 1990 je število prebivalcev preseglo mejo 200.000. Santa Cruz de Tenerife in mesto San Cristóbal de La Laguna tvorita neprekinjeno urbano območje s skupno populacijo več kot 380.000 prebivalcev.
Etnično je prebivalstvo večinoma evropskega izvora, predvsem iz Iberskega polotoka, Španije in Portugalske, z nekaj mešanice prvotnih prebivalcev otoka, Gvančev. Bilo je nekaj priseljevanja iz Latinske Amerike (zlasti s Kube in Venezuele), pa tudi iz severne in podsaharske Afrike. Obstajajo tudi pomembne zgodovinske manjšine, kot so Indijci (Sindhi), Korejci in v zadnjem času Rusi. Večina prebivalstva izpoveduje katoliško vero, obstajajo pa tudi majhne skupnosti hindujcev in muslimanov. V Santa Cruz de Tenerife se je kriminal v zadnjih letih zmanjšal in mesto je med prebivalci pridobilo sloves strpnosti. Pravzaprav je bilo Santa Cruz de Tenerife prvo mesto na Kanarskih otokih, ki je junija 2008 prikazalo mavrično zastavo poleg zastave mestnega sveta.
V primerjavi z bližnjim mestom San Cristóbal de La Laguna, ki je sedež škofije Tenerife, ima mesto Santa Cruz de Tenerife tradicionalno veliko bolj posveten značaj. To dejstvo je privedlo do mestnih institucij globoke posvetne tradicije, kot je masonski tempelj Santa Cruz de Tenerife, ki je bil eno največjih masonskih središč v Španiji.
Glede na študijo španskega nacionalnega statističnega inštituta (INE) je med dvema kanarskima prestolnicama Santa Cruz de Tenerife tista z najvišjo pričakovano življenjsko dobo z 81 leti. Takoj za Santa Cruzom je Las Palmas de Gran Canaria

## Metropolitansko območje
Metropolitansko območje Santa Cruz de Tenerife-La Laguna je drugo največje mesto in metropolitansko območje Evropske unije zunaj Evrope. Po podatkih, ki sta jih zagotovila vlada Kanarskih otokov in Cabildo de Tenerife, metropolitansko območje Santa Cruz de Tenerife sestavljajo občine Santa Cruz de Tenerife, San Cristobal de La Laguna, El Rosario in Tegueste s 404.913 prebivalci leta 2008 na območju mesta, velikem 322,13 km², kar daje gostoto prebivalstva 1156,33/km².
Po podatkih AUDES5 to somestje vključuje tudi občini Tacoronte in El Sauzal, s čimer bi skupno prebivalstvo mestnega prebivalstva doseglo 581.947 (2008).
Mesti Santa Cruz in San Cristobal de La Laguna sta fizično povezani, tako da imata skupaj več kot 382.331 prebivalcev, zaradi česar sta največje mestno območje na Kanarskih otokih (neodvisno od občinskih meja).

## Gospodarstvo
Santa Cruz de Tenerife ima največjo koncentracijo trgovin na Kanarskih otokih. Gospodarstvo Santa Cruza temelji predvsem na storitvah. Trgovina, turizem, uvoz-izvoz, morsko pristanišče in prisotnost glavnih političnih in finančnih institucij ter najpomembnejših podjetij zagotavljajo močno gospodarsko aktivnost in razvoj. Gradbeni sektor je pomemben, medtem ko je industrija, razen rafinerije nafte in predelave hrane, relativno manjša. Mesto Santa Cruz je regeneriralo številne predele mesta in posodobilo njegovo infrastrukturo, zgradilo povsem nova območja, nakupovalna središča, visoke stavbe in nekatere karizmatične strukture, kot so Calatravin Auditorio ali Kongresna dvorana, Marina Césarja Manriqueja in še nedokončan muzej moderne umetnosti in kulture (IODACC) Óscarja Domíngueza in novo postavitev Plaza de España, oba bazelskega dobitnika Pritzkerjeve nagrade studia Herzog & de Meuron. Dela za obnovo umetne plaže Las Teresitas potekajo pod vodstvom francoskega arhitekta Dominiquea Perraulta.

## Kulturna področja
- Auditorio de Tenerife: delo španskega arhitekta Santiaga Calatrave. Je simbol španske arhitekture. Avditorij Tenerife stoji severovzhodno od morskega parka. Njihova velika simulacija jadrnice je postala simbol mesta, otoka in arhipelaga.[25] Avditorij ima dve sobi in simfonično sobo. Je sedež Orquesta Sinfónica de Tenerife in med drugim prireja Festival de Ópera de Tenerife, Festival klasične glasbe na Kanarskih otokih, Mednarodni festival filmske glasbe Tenerife in podelitev nagrad Cadena Dial.
- Gledališče Guimerá: odprto 25. julija 1851. Velika stavba iz 19. stoletja, ki stoji v osrednji ulici Àngel Guimerà, je najstarejše gledališče na Kanarskih otokih.[26]
- Muzej lepih umetnosti: ta muzej ima poleg fonda z deponijo del iz muzeja Prado. Izjemne slike umetnikov, kot so Peter Coeck, Ribera, Madrazo in Sorolla. Kot stalno ozadje so med drugim umetniki, kot so Kanarčan Gaspar de Quevedo, Cristóbal Hernández de Quintana in Juan Miranda González Méndez.
- Muzej narave in človeka: zgodovina, skozi slike in predmete, Gvanči. Obstaja soba, kjer se oblikujejo Kanarski otoki. Med prikazanimi arheološkimi najdbami je več mumij Gvančev, vključno z dvema mumificiranima fetusoma. Med številnimi drugimi vzorci je veliko lobanj Gvančev in reprodukcij del Afrike in predkolumbovske Amerike. Je muzej mednarodnega slovesa, saj sodeluje na mednarodnih srečanjih o arheologiji.
- Circulo de Bellas Artes: ustanovljen leta 1926 s sedežem na Grajski ulici 43 je kulturni center s programom dogodkov, kot so umetniške razstave slik in fotografij v sodni dvorani v pritličju, ki je neposredno dostopna z ulice. V prvem nadstropju ima kavarno.
- Espacio Cultural El Tanque: leta 1997 nekdanji kontejnerski rezervoar v rafineriji postane razstavišče za ples in zvok, alternativna glasba, gledališče, klasična glasba, nove tehnologije in multimedija, med drugimi produkcijami.
- Centro de Fotografía Isla de Tenerife: ima območja, primerna za razstavo in študij tradicionalne in sodobne fotografije.
- Umetniška soba Recova: je v starem mestnem jedru. Nimajo stalne zbirke, ampak se menjajo razstave skozi vse leto.
- TEA – Tenerife Espacio de las Artes: delo Herzoga & de Meurona, odprto leta 2008.

### Urbane skulpture
Mesto vsebuje veliko kipov, pa tudi razstavo kipov na prostem v Santa Cruz de Tenerife. Razstava, ki je ob ulici Ramblas in parku Garcia Sanabria, med drugim vključuje dela umetnikov, kot so Henry Moore, Andreu Alfaro, Martin Chirino, Joan Miró in Óscar Domínguez.
- Sol Rojo, Edgar Neget
- Homenaje a Millares, Claude Viseux
- Sin titulo, Federico Assler
- Monumento al Gato, Óscar Domíngez
- Femme Bouteille, Joan Miró
- Sin titulo, Andreu Alfaro
- Lo llevo, Julio Nieto

## Znamenitosti
- Auditorio de Tenerife (Avditorij Tenerife); je simbol mesta in ena bolj fotografiranih stavb. Ta stavba je v pristanišču Santa Cruz de Tenerife blizu morja. Slovesno so jo odprli 26. septembra 2003 s prisotnostjo Felipeja de Borbona, princa Asturijskega, obiskal pa ga je tudi nekdanji predsednik ZDA Bill Clinton. Profil slavnega in veličastnega avditorija je postal simbol mesta Santa Cruz de Tenerife. Je ena glavnih znamenitosti otoka Tenerife in Kanarskih otokov.
- Torres de Santa Cruz (Stolpi Santa Cruz): stolpa dvojčka, dokončana leta 2006, sta najvišja nebotičnika v mestu in na Kanarskih otokih, do leta 2010 je bila najvišja stanovanjska stavba v Španiji. Torres de Santa Cruz sta tudi najvišja stolpa dvojčka v Španiji.
- Plaza de España (Španski trg): je največji trg v mestu Santa Cruz de Tenerife in na Kanarskih otokih. Trg se nahaja v središču mesta, le nekaj metrov severno od Auditoria de Tenerife. To je srce mesta, kjer stoji velik izvir umetnega jezera ali delo švicarskih arhitektov Herzog & de Meuron.
- Tenerife Espacio de las Artes (TEA): stavba, ki jo je zasnoval švicarski biro arhitektov Herzog & de Meuron in vodil kanarski arhitekt Virgilio Gutierrez Herreros. V stavbi so sodobni muzej Inštitut Óscar Domínguez, knjižnica otoka Alejandra Cioranescuja in center za fotografijo otoka Tenerife. Poleg tega ima nepremičnina dvorano, restavracijo, trgovino, javni trg, pisarne.
- Parque García Sanabria: je javni urbani park v osrčju Santa Cruz de Tenerife, slovesno so ga odprli leta 1926. Je velik vrt, v kombinaciji s fontanami in arhitekturnimi skupinami. Je največji urbani park na Kanarskih otokih. Ima površino 67.230 m².
- Centro Internacional de Ferias y Congresos de Tenerife (Tenerifski mednarodni center za sejme in kongrese): kompleks je zasnoval arhitekt in inženir Santiago Calatrava in je konfiguriran kot večnamenska stavba, ki lahko gosti glavne sejme, razstave in konference, ki potekajo na otoku. Tenerife. Velika dvorana v zgornjem nadstropju je zavzela skupno 12.000 kvadratnih metrov, zaradi česar je največji pokrit prostor na Kanarskih otokih.
- Playa de Las Teresitas: je plaža v vasi San Andrés v občini Santa Cruz de Tenerife. Je ena najpomembnejših plaž na Tenerifih in Kanarskih otokih.
- Museo de la Naturaleza y el Hombre (Muzej narave in človeka) je muzej arheologije in biologije, ki je sodeloval na mednarodnih srečanjih o arheologiji, vendar je njegova slava predvsem posledica izjemne zbirke mumij Guanche. Zato je Muzej narave in človeka svetovna referenca na področju ohranjanja mumij.
- Masonski tempelj Santa Cruz de Tenerife: je prostozidarski tempelj v ulici San Lucas. Velja za najboljši primer prostozidarskega templja v Španiji.[27]

## Pomorska zgodovina
Zaradi strateške lege otoka Tenerife na poti med Sredozemljem in obema Amerikama so ga večkrat napadli Angleži in Nizozemci. Zlasti zaliv Santa Cruz je bil prizorišče dveh pomembnih pomorskih spopadov, v katerih sta sodelovala dva najbolj znana britanska admirala.
Leta 1656 je admiral Robert Blake popolnoma uničil špansko srebrno floto 16 ladij, pri čemer ni izgubil nobene svoje, kljub temu, da je bil pod ognjem z obalnih baterij ter da je napadel in se umaknil ob plimi. 50 let pozneje so bili Britanci pod vodstvom Johna Jenningsa poraženi, ko so 6. novembra 1706 med vojno za špansko nasledstvo napadli otok.
Leta 1797 je admiral Horatio Nelson doživel krvav poraz pri poskusu vdora v pristanišče. V tej bitki je Nelson izgubil desno roko, saj je bil zadet, preden je stopil z ladje. Bilo je na Santiagov dan in to je razlog, da Santiagov meč seka levjo glavo kot simbol britanskega poraza.